# Itapema FM
Itapema FM é uma emissora de rádio brasileira sediada em Florianópolis, capital do estado de Santa Catarina. Opera no dial FM, na frequência 93.7 MHz. Integra a NSC Comunicação desde 2016, sendo fundada em 1983 pelo Grupo RBS, como parte de um projeto de rádio do gênero adulto-contemporâneo. Atualmente, opera apenas de forma local.

## História
A Itapema FM foi criada em 17 de novembro de 1983, pouco mais de um mês após o surgimento da sua co-irmã de Porto Alegre, Rio Grande do Sul. Adotando o slogan Som Brasil Bonito, a emissora priorizou as locuções femininas, e sua programação tocava apenas MPB. Em 1987, passa a ter coordenador e programador locais, e a partir daí, a playlist abre espaço para as músicas internacionais e também outros gêneros musicais.  Em meados dos anos 80, a rádio teve uma emissora na cidade de Rio Grande-RS, operava na frequência FM 102.1, posteriormente dando lugar a Atlântida Rio Grande, que cedeu espaço para a atual Gaúcha Zona Sul. 
Na década de 1990, vozes masculinas foram adicionadas a equipe de locutores. O slogan da emissora passou a ser O mundo toca aqui, uma vez que se tornou característica da rádio tocar músicas de vários países, além dos tradicionais mercados fonográficos britânico e americano. A emissora também começa a promover eventos em Florianópolis, como o JAM Session Itapema (Jazz After Midnight), inspirado nas JAMs, que são eventos informais realizados por artistas após o shows oficiais. O evento uniu bandas locais de vários gêneros musicais (como folk, jazz, blues, MPB, soul e outros) em bares para tocarem juntas, promovendo a troca de experiências entre os artistas.
Na década de 2000, o Grupo RBS, a exemplo do que já havia feito com a Rádio Gaúcha e a Atlântida FM, resolve expandir a programação da Itapema FM para outros mercados. Em 2003, a emissora de Porto Alegre volta a utilizar a marca Itapema após 10 anos, e no mesmo ano, em 13 de março, é inaugurada a Itapema FM de Joinville. Em 28 de março de 2004, a Itapema FM passa a transmitir via satélite, integrando as emissoras de Porto Alegre e Joinville e lançando outras em Caxias do Sul e Santa Maria, formando a Rede Itapema FM. A programação passa a ter um novo formato, passando a tocar músicas ininterruptamente com um intervalo comercial de sete minutos, contendo informações de artes, cultura e entretenimento, além de apostar em programações locais.
Na década de 2010, a Rede Itapema FM começa a ser descontinuada, com a transformação das emissoras de Santa Maria e Caxias do Sul em Rádio Gaúcha Santa Maria e Rádio Gaúcha Serra, em 2012. Em 7 de março de 2016, as emissoras de Florianópolis e Joinville são vendidas para o Grupo NC, assim como as demais operações do Grupo RBS em Santa Catarina, que passam a pertencer posteriormente à NSC Comunicação, braço midiático do grupo. Após a venda, a emissora de Porto Alegre deixa a rede e passa a se chamar 102.3 FM. E em 1.º de março de 2018, a emissora de Joinville tornou-se afiliada à Rádio Globo, passando a se chamar Rádio Globo Joinville. Com isso, a rede deixou de existir e a Itapema FM de Florianópolis ficou como a única remanescente.

## Locutores
- Edson Nunes
- Leonardo Almeida
- Marco Barone

## Emissoras
Entre 2004 e 2018, a Itapema FM foi geradora de uma rede de rádios com emissoras próprias em Santa Catarina e no Rio Grande do Sul.
| Emissora                 | Cidade        | UF | Frequência | Situação/afiliação atual                                        | Período de afiliação |
| ------------------------ | ------------- | -- | ---------- | --------------------------------------------------------------- | -------------------- |
| Itapema FM Joinville     | Joinville     | SC | 95.3 MHz   | Hoje CBN Joinville, afiliada à CBN                              | 2004-2018            |
| Itapema FM Porto Alegre  | Porto Alegre  | RS | 102.3 MHz  | Hoje 102.3 FM, emissora independente                            | 2004-2016            |
| Itapema FM Caxias do Sul | Caxias do Sul | RS | 102.7 MHz  | Hoje Rádio Gaúcha Serra, emissora própria da Rádio Gaúcha       | 2004-2012            |
| Itapema FM Santa Maria   | Santa Maria   | RS | 105.7 MHz  | Hoje Rádio Gaúcha Santa Maria, emissora própria da Rádio Gaúcha | 2004-2012            |